# Järve (Toila)
Järve is een plaats in de Estlandse gemeente Toila, provincie Ida-Virumaa. De plaats heeft de status van dorp (Estisch: küla).

## Bevolking
Het dorp had 573 inwoners op 31 december 2011 en 523 inwoners op 31 december 2021.

## Ligging
Ten westen van het dorp Järve ligt het stadsdeel Järve van de stad Kohtla-Järve, ten oosten van het dorp het stadsdeel Kukruse.